# Бадиаури
Бадиаури (груз. ბადიაური) — село в Грузии. Находится в Сагареджойском муниципалитете края Кахетия. Высота над уровнем моря составляет 540 метров. Население — 1286 человека (2014).